# Boxa als Jocs Olímpics d'estiu de 1904 - pes ploma
El pes ploma va ser la tercera categoria de boxa més lleugera de les disputades als Jocs Olímpics de Saint Louis de 1904. La prova es va disputar el 21 i 22 de setembre de 1904, sent la primera vegada que es disputava en unes Olimpíades. Sols hi van prendre part tres participants, els quals havien de pesar menys de 56,7 kg.

## Medallistes
| Or          | Plata        | Bronze            |
| Oliver Kirk | Frank Haller | Frederick Gilmore |

## Resultats
|  | Semifinals        | Semifinals   |   |  | Final          | Final |  |
|  |                   |              |   |  |                |       |  |
|  | 21 de setembre    |              |   |  |                |       |  |
|  | Oliver Kirk       | lliura       |   |  |                |       |  |
|  | -                 | -            |   |  |                |       |  |
|  |                   |              |   |  |                |       |  |
|  |                   |              |   |  | 22 de setembre |       |  |
|  |                   |              |   |  | Oliver Kirk    | G     |  |
|  |                   | Frank Haller | P |  |                |       |  |
|  |                   |              |   |  |                |       |  |
|  |                   |              |   |  |                |       |  |
|  |                   |              |   |  |                |       |  |
|  | 21 de setembre    |              |   |  |                |       |  |
|  | Frank Haller      | G            |   |  |                |       |  |
|  | Frederick Gilmore | P            |   |  |                |       |  |

G: Guanya
P: Perd

## Classificació final
| Posició | Boxejador         |
| ------- | ----------------- |
|         |                   |
| Or      | Oliver Kirk       |
| Plata   | Frank Haller      |
| Bronze  | Frederick Gilmore |